# Digitální daň
Digitální daň nebo internetová daň (anglicky Internet tax) je daň, která se vztahuje na služby poskytované na internetu. Digitální daň zavedlo několik zemí jako Itálie, Francie (obě 3%) nebo Rakousko (5%) a další země ji buď chystají, nebo o ní diskutují v reakci na úspěšné obcházení daní nadnárodními korporacemi, jež operují převážně ve sféře digitální ekonomiky.

## Digitální daň dle regionů a zemí

### Organizace pro hospodářskou spolupráci a rozvoj
Tato organizace přišla v říjnu roku 2019 s návrhem zdanění „vysoce ziskových a vysoce digitalizovaných obchodní modelů“. Tento návrh byl do 12. listopadu 2019 přístupný veřejné konzultaci firmami, kterých se tento návrh týká. Tento návrh tedy nepočítá jen se zdaněním digitálních gigantů, ale také podniků zaměřených na poskytování spotřebního zboží (i nepřímo) nebo digitálních služeb spotřebitelům (výjimku by tvořili těžební průmysl, komodity a finance). Tento návrh také staví na návrhu Evropské unie o nejmenším celkovém příjmu. Krom toho by parametry, dle kterých by měly firmy platit daně, měly být individuální a nebyly blíže specifikovány.
V průběhu jara roku 2020 OECD na návrhu stále pracoval i přes probíhající ekonomickou recesi. Proto návrh, který má být hotov ke konci roku 2020 a má vybrat celosvětově přes 100 miliard dolarů vzbuzuje otázky.
V prosinci 2019 vyzval Steven Mnuchin, americký ministr financí, v dopise, adresovaném generálnímu tajemníkovi OECD, aby státy pozastavily své návrhy na zavedení digitální daně. V tomto dopise nazval daň diskriminační vůči americkým firmám a také pohrozil možnými důsledky, v případě jejího zavedení. Například Francii v prosinci americká vláda pohrozila zavedením 100% daně na některé francouzské výrobky v hodnotě až 2,4 miliardy dolarů.

### Evropská unie
První plán pro jednotné zdanění digitálních služeb, v rámci Evropské unie, byl představen v březnu roku 2018. Tento návrh počítal s 3 % daňovou zátěží firem s celkovým příjmem vyšším jak 750 milionů euro,  takže by postihla kolem 150 světových firem. Takto zvolená míra by zároveň chránila menší firmy a také evropské firmy, zatížené mnohem vyšší daní. Dle Pierra Moscoviciho by měla daň přinést evropským státům okolo 5 miliard euro. Tento návrh však neschválily skandinávské země a například Irsko, kde sídlí někteří světoví internetoví giganti. Bylo proto 12. 3. 2019 rozhodnuto, že jednání budou vedena na světové úrovni, například pod hlavičkou OECD. Jednotné zdanění v rámci Evropské unie tedy navrhováno dále nebude.
 V roce 2021 po dohodě G20 na budoucím zavedení globální minimální daně bylo zavedení digitální daně v EU odloženo.

#### Belgie
Daň pro firmy ze zisku z prodeje dat uživatelů v Belgii byla navrhnuta v lednu 2019 a v březnu stejného roku byla také odmítnuta.

#### Česko
V Česku se původně plánovalo zavedení digitální daně ve výši 7 % daň na vybrané internetové služby poskytované na území České republiky od  1. července 2020. Měla se týkat společností s ročním globálním obratem 750 milionů eur a více a s minimálním obratem 50 milionů eur na území České republiky. Návrh počítal se zdaněním příjmů z internetové reklamy, prodeje dat shromážděných o uživatelích a z tzv. „využití mnohostranného digitálního rozhraní“. Naopak ze zdanění by byly vyloučeny regulované finanční služby, prodej koncovým uživatelům přes internet , provozování hazardních her, poskytování vlastněného digitálního obsahu nebo obsahu, k jehož šíření poskytovatel nabyl právo. Daň by tedy museli platit všechny podniky splňující daná kritéria, bez ohledu na to, kde daná firma sídlí. Platit digitální daň by tedy, ke dni 28. dubna 2020, podle takto stanovených kritérií nemusela ani jedna česká firma. Návrh by se týkal především velkých mezinárodních podniků jako Google, Facebook, Amazon nebo třeba Apple.
Dne 24. ledna 2020 Spojené státy americké skrze amerického velvyslance Stevena Kinga proti zavedení digitální daně v Česku oficiálně protestovaly. Jako jeden z problémů uvedly, že daň je diskriminační, toto potvrdila také právnička Hana Gawlasová. Daň by se tedy, dle vyjádření Andreje Babiše při jedné z březnových interpelací, měla snížit; toto připustila i ministryně financí Alena Schillerová. Ta uvedla, že přemýšlí o dani ve výši 5 %, tedy stejné jako v Rakousku. Alena Schillerová dále navrhla odročení platnosti digitální daně o půl roku, tedy na začátek roku 2021. Dle vyjádření ministryně Schillerové je tato daň jen provizorní, než vstoupí v platnost návrh OECD.

#### Francie
V červnu roku 2019 Francouzské národní shromáždění schválilo návrh zákona (GAFA) o zdanění některých společností na poli digitálních technologií. Tento zákon 24. června 2019 také podepsal Emanuel Marcon. Zákon měl platit retrospektivně a to od 1. ledna 2019. Tento zákon počítal se 3 % zdaněním digitálních služeb a měl přinést dle francouzského ministra financí Bruna Le Mairea do francouzského rozpočtu tento rok kolem 400 milionů a příští rok 650 milionů euro. Zdaněné měly být služby poskytující uživatelům možnost komunikovat s ostatními a druhé zdanění se týkalo služeb, které poskytují cílenou reklamu na základě dat o uživatelích (např. Google, Facebook). Zdaněné měli být také jen firmy přesahující globální obrat 750 milionů eur a s minimálním obratem 25 milionů eur na území Francie. Dle francouzského tisku takto zdaněných firem mělo být celkem 30, přičemž 17 se sídlem v USA a jen jednou z Francie.
Digitální daň byla nakonec vybrána jen za červenec roku 2019 a to v listopadu 2019. Po vyhrožování 100 % daní z americké strany na francouzské šampaňské a sýry se Francie a USA dohodly na odložení dalšího zdanění digitálních gigantů na konec roku 2020, což je termín, který má OECD na prosazení své představy o digitální dani. Pokud bude návrh OECD přijat, francouzská vláda plánuje zdanění sjednotit dle toho standardu.

#### Itálie
Návrh na 3 % daň byl představen v říjnu 2019 a platí od 1. ledna 2020. Tato daň se vztahuje na firmy s globálním obratem přes 750 milionů eur a italským obratem přes 5,5 milionu eur. Daň se vztahuje na internetové reklamy, přenos uživatelských informací, platformy umožňující komunikaci mezi uživateli nebo na firmy, které mají provizi z obchodů mezi uživateli dané platformy.
Tato daň se vztahuje na příjmy podniků od uživatelů na území Itálie a Italský parlament předpokládá, že díky této dani získá do rozpočtu 600 milionů euro.

#### Maďarsko
7,5 % daň byla maďarskou vládou uvalena na provozovatele internetové reklamy. Avšak od 1. června 2019 byla snížena na 0 % a to s účinností až do 31. prosince 2022.

#### Rakousko
Od 1. ledna 2020 zde platí digitální daň, která je uvalena na internetovou reklamu. Tuto daň musí platit pouze firmy s globálním obratem 750 milionů euro a s příjmů z reklam na území Rakouska převyšujících 25 milionů euro.

#### Španělsko
Návrh na zákon o digitální dani byl vládou představen už v prosinci 2019. Schválen ministry byl v únoru 2020, avšak schválen španělským parlamentem stále nebyl (k datu 28. dubna 2020). Povinnost platit digitální daň však, kvůli tlaku USA, byla posunuta až na konec roku 2020. Povinnost platit tuto daň se vztahuje jen na firmy s globálním obratem přes 750 milionů euro a s minimálním obratem ve Španělsku 3 miliony euro z digitálních služeb jako například digitální reklama nebo přenos a zprostředkování dat.
Španělská vláda předpokládá zisk z vybírání této daně až 1 miliardu euro ročně.
Další státy EU, které projednávaly zavedení digitální daně, jsou Slovensko, Slovinsko, Litva a Polsko.

### Zbytek Evropy

#### Spojené království
Od 1. dubna 2020 ve Spojeném království platí 2 % daň provozovatelé internetových vyhledávačů, sociálních médií a online tržnic (finanční a platební služby jsou osvobozeny). Tuto daň dále musí platit firmy s globálním obratem převyšujícím 500 milionů liber a s obratem na území Velké Británie přes 25 milionů liber (firma, která tuto hranici překoná poprvé je od placení této daně v příslušném roce osvobozena).

### Asie

#### Turecko
V prosinci roku 2019 Turecko  schválilo nejvyšší digitální daň a to 7,5 % příjmů od tureckých uživatelů. Tento zákon vešel v platnost na začátku března 2020 a platí pro firmy s globálním obratem přes 750 milionů euro a s obratem převyšujícím cca 3,1 milionů euro na území Turecka. Zdaněné jsou online služby včetně internetové reklamy, prodej jakéhokoli zvukového, vizuálního nebo digitálního obsahu a nebo placené služby na sociálních médiích.